# Baldre

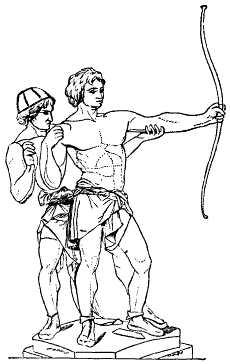
Loki ajuda Höðr a disparar a Baldre

Baldre, Bàlder o Bàldur, segons l'adaptació, (en norrè, Baldr) és un personatge de la mitologia escandinava, segon fill d'Odin, el primer que tingué amb la seva esposa Friga. Tenia un germà bessó, Hadu (també dit Hod, en norrè: Hǫðr) el Cec, el qual era la imatge contrària a Baldre, representava el mal, l'odi, l'enveja, etc. Era espòs de Nanna i pare de Forseti. Habitava un estatge anomenat Breidablik, situat al cel. La característica més notable del Breidabli era el seu sostre, que estava fet d'or pur, del qual bevien columnes de plata massissa. Es deia que res d'obscur, malvat o fals podia travessar la porta del seu imponent palau. Era el millor i més pur dels déus. Era tan ros i clar que resplendia. De tots els ansos, era el més prudent, pacífic i tenia la virtut que ningú podia impedir el que ell decidia. Generalment, se'l presenta com el més agraciat de tots els ansos.
La seva destresa en les runes i la seva coneixença sobre les herbes remeieres va fer que es convertís en un déu de gran importància durant les èpoques de malalties a Midgard.
Baldre sempre ha tingut connotacions positives. És la personificació de:
- El bé i la innocència
- La llum
- La saviesa, la moderació i la parla
- La justícia
- La pietat i la pau
- La bellesa
- La fecunditat

## El mite de Baldre
Un dia, Baldre va somiar on preveia la seva pròpia mort i un cop els ho explicà als altres asos, aquest celebraren un consell i van decidir demanar a totes les criatures, el foc, l'aigua, el ferro, tots els metalls, els ocells i les serps, que juressin que no farien mai mal a Baldre. La seva mare, Friga, va ser l'encarregada de prendre'ls jurament a tots.
Després que la seva mare va fer prometre a tota criatura o arma que no farien mal a Baldre, aquest, creient-se totalment invulnerable, va idear un joc. Va demanar a tots els déus que li llencessin tot allò que volguessin. No hi havia res que pogués ferir-lo. Això va dotar a Baldre d'una immunitat que feia que els altres asos i ell mateix es divertissin posant-lo al mig d'una rotllana i li llancessin diversos objectes, que rebotaven sobre Baldre de manera innòcua. Loki ho veié i en sentí gelosia i va enganyar Friga perquè li revelés si hi havia algun perill que no havia jurat. L'únic perill a qui Friga no havia pres jurament era al vesc, perquè va creure que era massa petit. Aprofitant això, Loki va construir una llança amb un tros de vesc i la donà a Hod, el déu cec, que a causa de la seva ceguesa era l'únic que no es podia divertir llençant coses al seu germà i el va animar a provar-ho. Hod, confiat, va llençar la llança al seu germà, que el travessà, i morí immediatament, anant a raure al regne de Hel.
D'altres afirmen que Hadu va agafar una fletxa, va enrotllar-la amb mirtra i amb l'ajuda de Loki, car Hadu era cec, va disparar la fletxa a Baldre, posant fi a la seva vida.
Després, Loki impedí que Baldre ressuscités, i fou l'únic ésser de la creació que es va negar a demanar que tornés de Hel, acció per la qual fou definitivament castigat.
La mort de Baldre és un dels mites més importants de tot el cànon nòrdic, ja que es considerà un presagi del Ragnaroc que acabarà amb tots els déus. Es diu que passat el Ragnaroc, Hadu ressuscitarà per guiar els humans en la nova era.